# ديستومو
ديستومون (Δίστομον) هي مدينة في فويوتيا في مقاطعة كينتريكي إلادا في اليونان.
يبلغ عدد سكانها حوالي 4,368 نسمة.